# Halowe rekordy Szwecji w lekkoatletyce

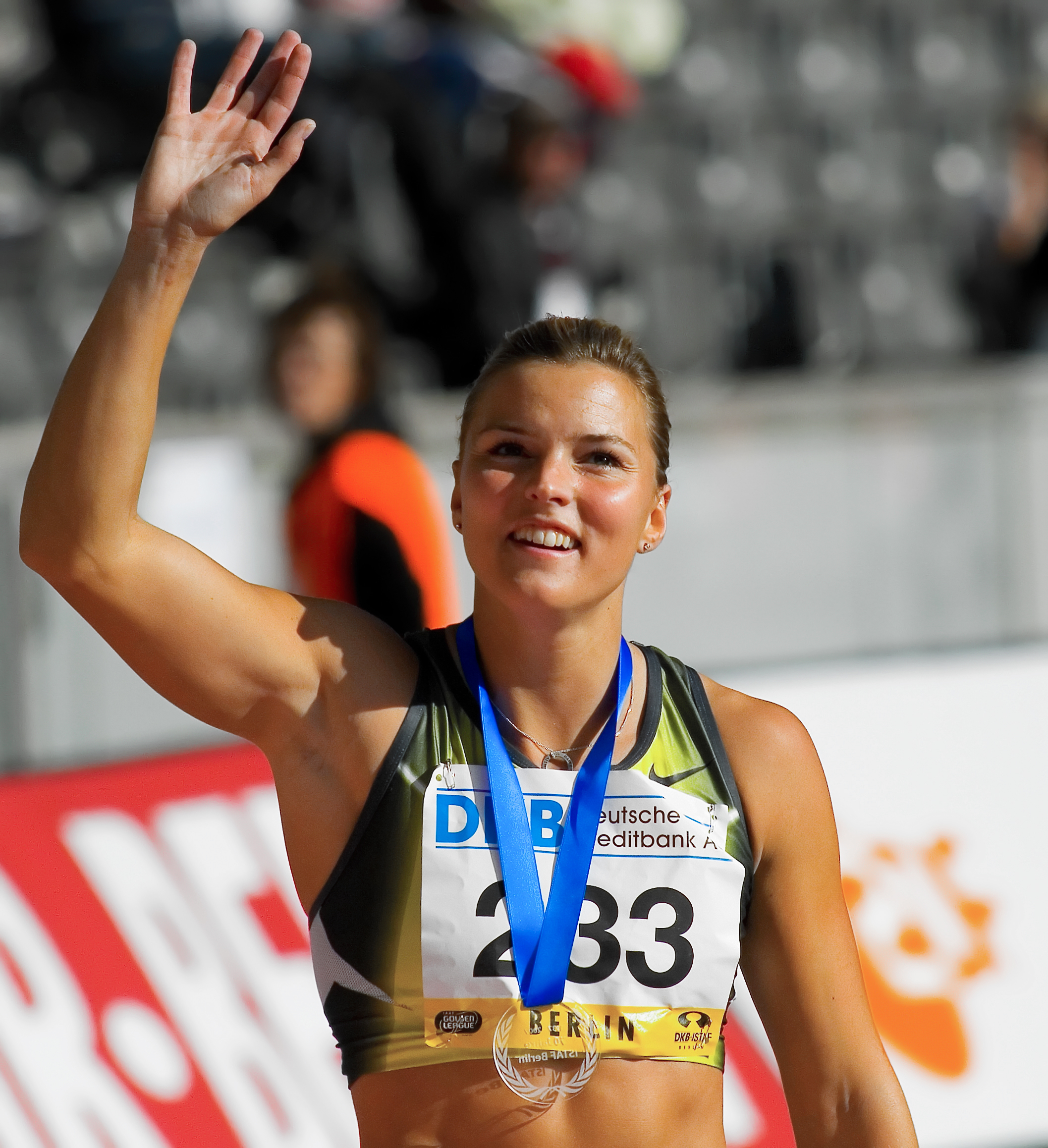
Płotkarka Susanna Kallur (2007).

Poniższe tabele przedstawiają lekkoatletyczne halowe rekordy Szwecji.
Wyniki Armanda Duplantisa (6,27 w skoku o tyczce) oraz Kajsy Bergqvist (2,08 w skoku wzwyż) są także halowymi rekordami świata.

### Konkurencje biegowe

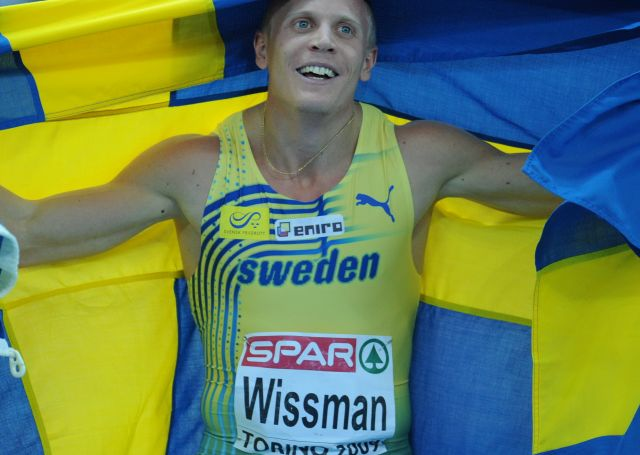
Sprinter Johan Wissman (2009).

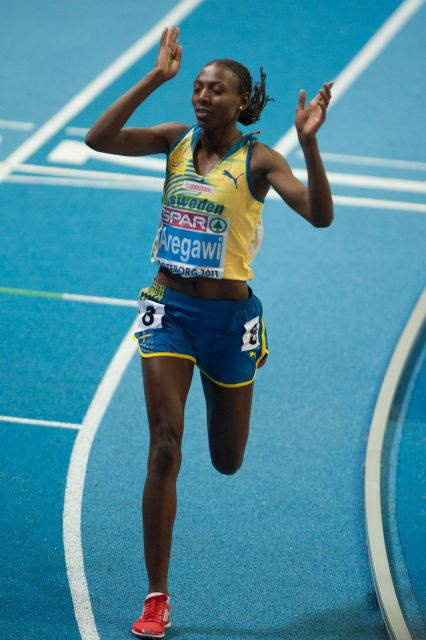
Abeba Aregawi (2013) – rekordzistka kraju na 1500 metrów.

### Konkurencje techniczne

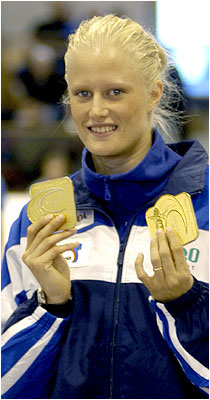
Utytułowana wieloboistka Carolina Klüft jest rekordzistką kraju także w skoku w dal.